# Завитаев, Константин Александрович
Константин Александрович Завитаев (1872 — 1934) — подполковник 50-го пехотного Белостокского полка, герой русско-японской войны.

## Биография
Сын губернского секретаря. Уроженец Ярославской губернии.
Окончил Ярославскую военную школу (1890) и Одесское пехотное юнкерское училище (1894), откуда выпущен был подпрапорщиком в 24-й пехотный Симбирский полк. 27 февраля 1896 года произведен подпоручиком в тот же полк. 11 января 1899 года переведен в Севастопольский крепостной пехотный батальон, 12 сентября 1900 года произведен в поручики.
4 марта 1901 года переведен в Порт-Артурский крепостной пехотный полк, в 1903 году переформированный в 25-й Восточно-Сибирский стрелковый полк. Участвовал в китайской кампании 1900—1901 годов и русско-японской войне. Удостоен ордена Св. Георгия 4-й степени
За отличное мужество и храбрость, выказанные им при защите крепости Порт-Артура 19 ноября 1904 года, когда, командуя ротой, несмотря на град различных снарядов осадной и легкой артиллерии, метким ружейным огнем и штыками своей роты сбил японские колонны, шедшие в наступление, из которых одну уничтожил, а другую рассеял и обратил в бегство.
Был ранен, с 23 декабря 1904 года по 14 ноября 1905 года находился в японском плену. Произведен в штабс-капитаны 26 мая 1906 года, в капитаны — 9 апреля 1908 года.
9 февраля 1911 года переведен в 50-й пехотный Белостокский полк, а 6 декабря того же года произведен в подполковники. В Первую мировую войну вступил в рядах названного полка. За боевые отличия был награждён орденом Святой Анны 2-й степени с мечами. На 7 сентября 1917 года — подполковник 23-го пехотного запасного полка, 17 октября того же года выбыл в свою часть.
В эмиграции в Греции. Находился в лагере Харилау, полковник. Состоял членом Союза русских офицеров в Салониках. Был рабочим по съемкам. Умер в 1934 году. Похоронен на городском кладбище Салоник.

## Награды
- Орден Святого Станислава 3-й ст. с мечами и бантом (ВП 15.06.1901)
- Орден Святой Анны 3-й ст. с мечам и бантом (ВП 11.09.1905)
- Орден Святой Анны 4-й ст. с надписью «за храбрость» (ВП 11.09.1905)
- Орден Святого Станислава 2-й ст. с мечами (ВП 23.10.1905)
- Орден Святого Георгия 4-й ст. (ВП 25.02.1907)
- Орден Святого Владимира 4-й ст. с мечами и бантом (ВП 16.05.1908)
- Орден Святой Анны 2-й ст. с мечами (ВП 4.02.1915)